# Tây Kavkaz
Tây Kavkaz (tiếng Nga: Западный Кавказ) là vùng phía tây của Kavkaz kéo dài 275.000 ha từ Biển Đen tới đỉnh Elbrus, miền nam nước Nga. Khu vực được UNESCO công nhận là di sản thế giới bao gồm rìa phía tây của dãy núi Kavkaz. Nó được biết đến như là khu vực núi cao rộng lớn duy nhất của châu Âu không chịu sự tác động đáng kể nào của con người. Một loạt các môi trường sống thay đổi liên tục trong khu vực diện tích nhỏ, từ vùng đất thấp cho đến những đỉnh núi cao, sông băng. Khu vực này cách khoảng 50 km về phía băc thành phố nghỉ mát Sochi.

## Khu dự trữ sinh quyển
Tây Kavkaz cũng bao gồm Khu dự trữ sinh quyển Nhà nước Kavkaz (Tiếng Nga Кавказский государственный природный биосферный заповедник) là khu bảo tồn thiên nhiên nghiêm ngặt (loại Ia của IUCN). Khu dự trữ được thành lập bởi chính phủ Liên Xô vào năm 1924 tại Krasnodar, Adygea, Karachay-Cherkessia để bảo tồn loài Thông Nordmann cao đến 85 mét (được cho là những cây cao nhất châu Âu) cùng một khu rừng độc đáo có sự xuất hiện của loài Thanh tùng châu Âu và Hoàng dương châu Âu ở Sochi.
Khoảng một phần ba các loài thực vật núi cao trong khu vực là loài đặc hữu. Tây Kavkaz cũng bao gồm phần diện tích của Vườn quốc gia Sochi (IUCN II). Nơi đây nổi tiếng với loài báo Ba Tư và Bò bizon Kavkaz, một loài đã bị tuyệt chủng vào năm 1927.

## Di sản thế giới
Khu vực di sản thế giới Tây Kavkaz được UNESCO công nhận là Di sản thế giới vào năm 1999 bao gồm các khu vực bảo vệ rộng lớn của núi cao, đồng cỏ với sự đa dạng sinh học tuyệt vời, cùng nhiều loài thực vật đặc hữu, động vật hoang dã quý hiếm. Di sản bao gồm các khu bảo tồn thiên nhiên:
- Công viên tự nhiên Bolshoy Thach
- Khu bảo tồn thiên nhiên Kavkaz
- Vườn quốc gia Sochi
- Di tích thiên nhiên Dãy Buijnij
- Di tích thiên nhiên thượng nguồn sông Tsitsa
- Thượng nguồn sông Pshecha và Di tích thiên nhiên Pshechashcha